# Roforeningen Kvik
 For alternative betydninger, se Kvik.
Roforeningen Kvik er Nordens, Danmarks og Københavns første roklub. Roklubben blev grundlagt i 1866. Gennem årene har roklubbens bådehus ligget flere forskellige steder i Københavns Havn. Siden 1940'erne har Roforeninge KVIK haft klubhus ved Svanemøllen på Østerbro i København. Klubben havde i 2005 ca. 700 medlemmer, heraf ca. 150 ungdomsroere. Kvik uddanner hvert år et antal roere både til motionsroere og kaproere. Roere fra Kvik har gjort sig gældende ved olympiader og internationale mesterskaber.